# Costik Iwey

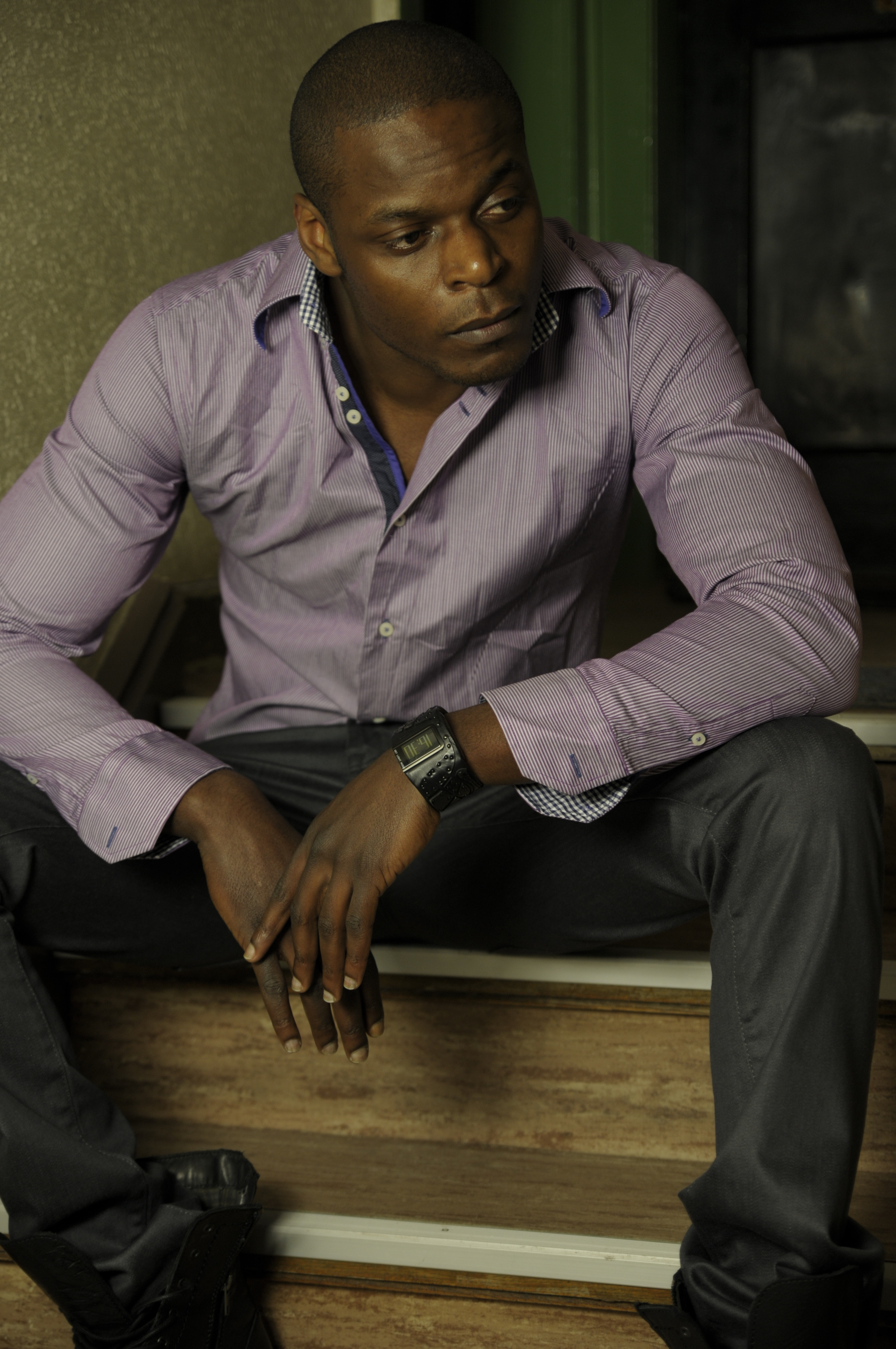
Costik Iwey

Costik Iwey (* 1983 in Kinshasa) ist ein deutscher Sänger und Texter der Stilrichtungen Pop, Hip-Hop und Dance. Bekannt ist er auch unter dem Namen Mo Bic, auch Mobic.

## Leben und Wirken
Er kam 1992 mit seinen Eltern aus Zaire, der heutigen Demokratischen Republik Kongo, nach Deutschland und wuchs in Niedersachsen auf. Nach dem Realschulabschluss machte er in Hannover eine Ausbildung zum Veranstaltungskaufmann und holte das Abitur auf dem zweiten Bildungsweg nach.
Er hatte eine musikalische Mutter, sein Bruder ist ebenfalls Musiker. Das große Idol seiner Kindheit war Michael Jackson. Mit 16 Jahren begann er, eigene Texte zu schreiben und in deutscher Sprache über seinen Alltag und seine Trauer und Wut zu rappen.
2003 gründete er mit James Njuguna und Engo Iwey die Band Afrokalypse und sammelte bei Konzerten in Jugendclubs erste Bühnenerfahrung. 2007 löste sich die Band auf. Er tritt seitdem als Solokünstler auf. 2011 gewann er den Newcomer-Wettbewerb bei The Dome 60 und durfte die Show eröffnen. 2012 trat er in der VOX-Sendung mieten, kaufen, wohnen auf.
2013 erschien sein Debütalbum Mein Blickwinkel und das Musikvideo zu dem darauf enthaltenen Song Der Schein trügt. Darin geht es erneut um Alltagsthemen und die Geschichte seines Lebens, die er im Vergleich zu früher mit hoffnungsvolleren Texten beschreibt. Er produziert seine Stücke elektronisch mit wechselnden Musikern.

## Diskografie

### Alben
- 2013: Mo Bic – Mein Blickwinkel (7skillz)

### Singles
- 2011: Mo Bic feat. Mia Gray – Verzaubert (7skillz)